# ダルバート

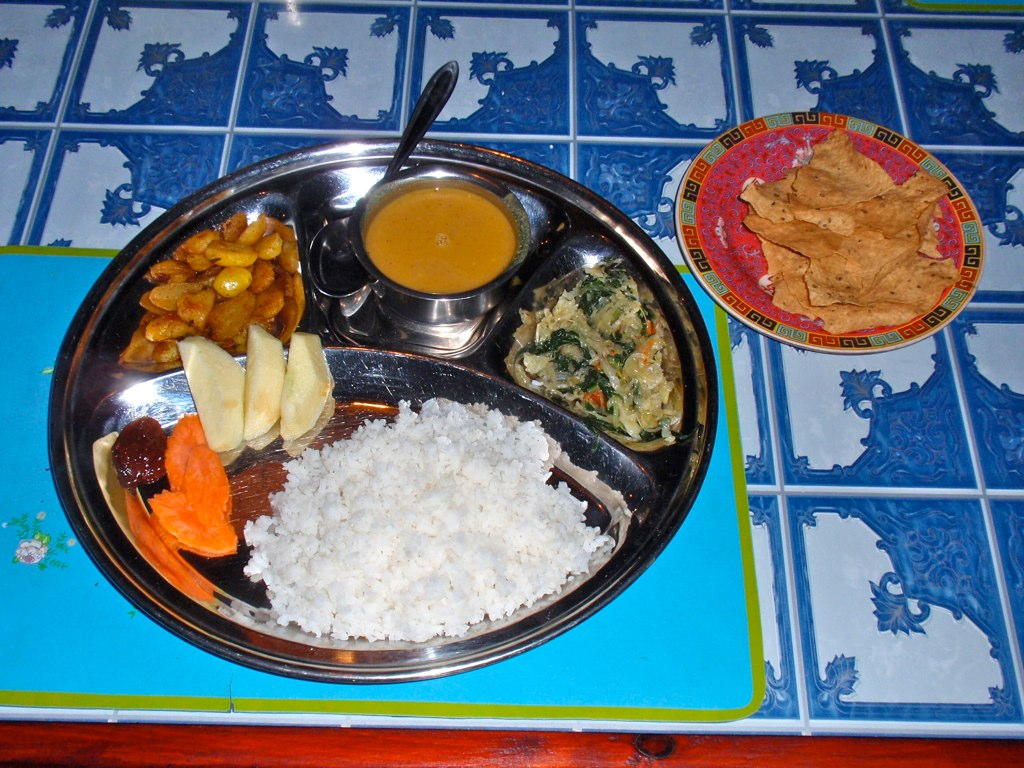
伝統的なダルバート

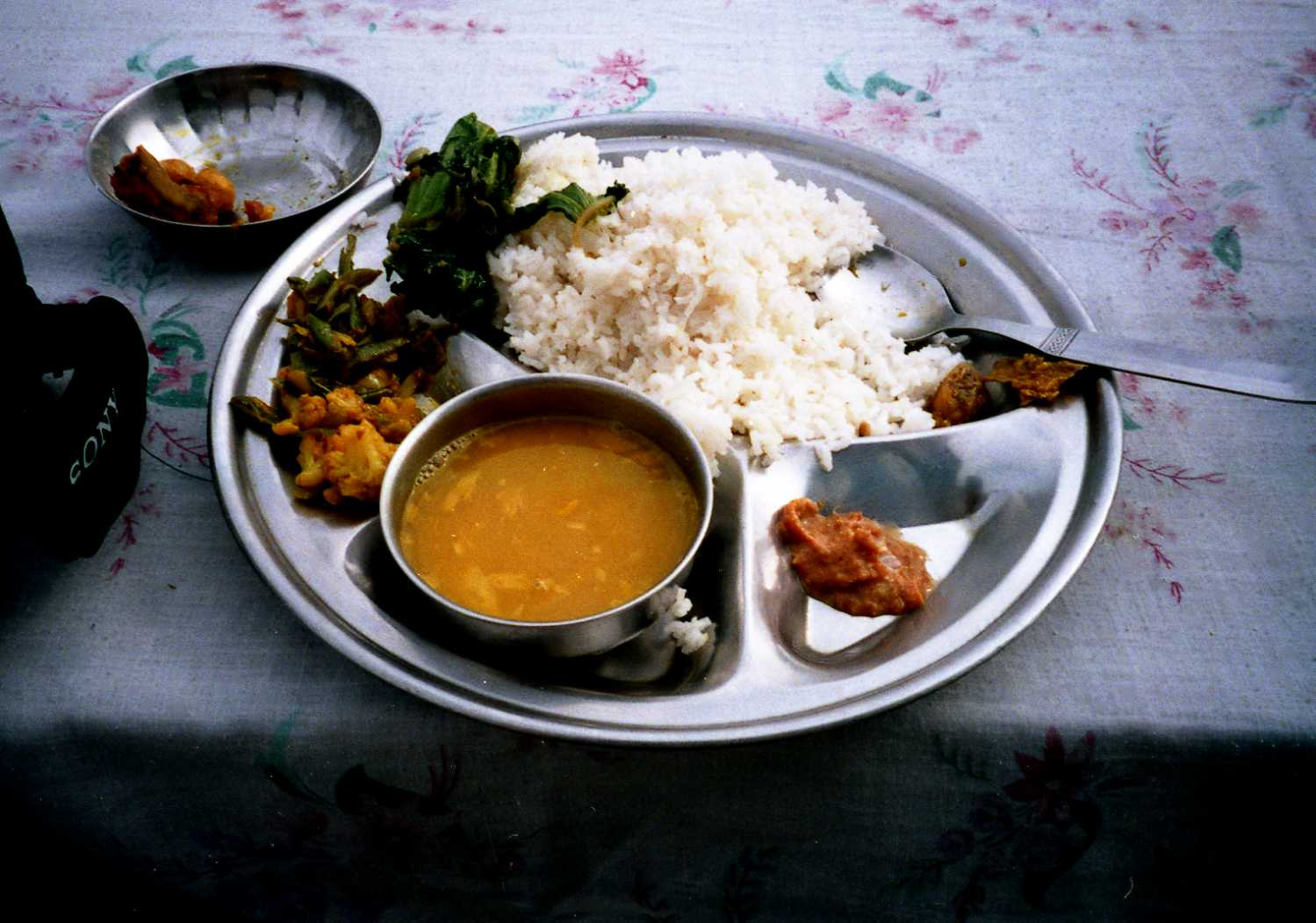
ダンプスのホテル「ムーンライト」（ANU GUEST HOUSEに改称）のダルバート。

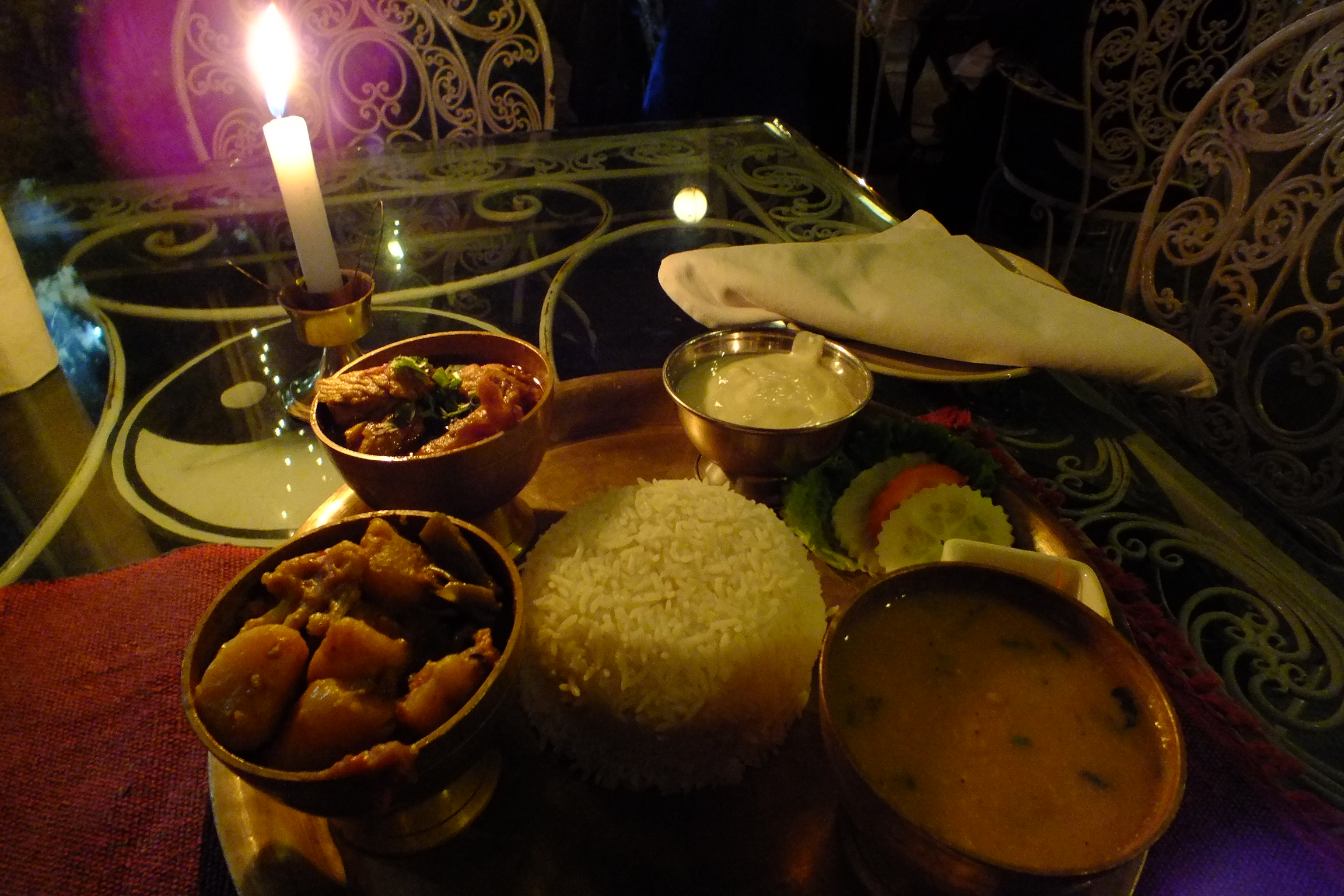
ネパールカトマンズ・タメルのインヤンレストランのダルバート

ダルバート（ネパール語：दालभात dālbhāt、ダルバットとも）は、ネパールの代表的な家庭料理で、ダール（daal=挽割り豆のスープ）とバート（bhaat=米飯）を基本要素とし、加えてカレー味の野菜などのおかず（タルカリー）、漬物（アツァール）等を盛り合わせた食事である。ネパールでは毎日食べられている、日本でいう定食にあたるものである。

## 概要
日本でいえば、「味噌汁、ご飯、副食」の組み合わせにあたるもので、ネパールで普通「料理」といえばダルバートを指す。ネパール料理は一般に、ターメリック、クミン、コリアンダーなど各種スパイスを使ったカレー味が基本である。インドほど唐辛子は使わないので、ややマイルドであっさりしている。特にダルはマイルドであり、辛い料理との相性がいい。
ダル（daal）は、小粒の豆を使ったスープ。さらっとしており、米飯にかけて指先で混ぜ込んで食べるのが普通である。ネパールは300種類にも及ぶ豆を料理に使うため、ダルが食事の主役といっても過言ではない。レンズマメ、キマメ、黒豆、リョクトウ、ケツルアズキなどがよく食べられる。
バート（またはバット）（bhaat）は、ライス（米）を意味する。バスマティと呼ばれるインディカ米（長粒種米）のほか、中粒米、短粒米など多様な米が食べられている。ネパールでは、白米以外の主食として、ディロ（トウモロコシやシコクビエなどの粉を熱湯で練ったもの）やローティ（パン）も食べられる。
タルカリー（tarkaarii）はおかずである。炒めた野菜やカレー（野菜が主）などで、ジャガイモ、カリフラワー、ニガウリ、サヤインゲンなどがよく使われる。店によっては素材を日替わりにして、飽きないように工夫を凝らしている。ときに別に肉料理などもつくこともあるが、一般家庭では稀であり、週に一度くらいしか食べない。おかずがない場合はダルとバートだけの組み合わせになることもある。最低ダルとバートだけは入るため、ダルバートと呼ばれ、名の由来ともなっている。
サーグ（またはサグ）（saag）は、青菜の炒め物の総称。カラシナやホウレンソウが最もよく食べられるが、高菜や、近年ではチンゲン菜なども利用される。
以上のものに、アツァール（またはアチャール、アチャル）（acaar）と呼ばれる漬物、薬味がつくのが一般的である。アツァールには大根やジャガイモなどがよく使われ、乾燥させたグリーンピース、ティンブール（tinbur サンショウ）、 焦がしたフェヌグリークなどの風味が入り混じる。生野菜を和えてつくりたてを食べるものや、スパイスとオイルに漬け込んで乳酸発酵させたもの、ペースト状のものやパウダー状のものなどがある。その他、クルサーニ（खोर्सानी  khorsāni) という小型激辛青唐辛子が薬味としてつくこともある。料理の辛みが足りないときは、これを生で齧りながら食べる。
食事全体としては大変に栄養のバランスが取れている。

## スパイス

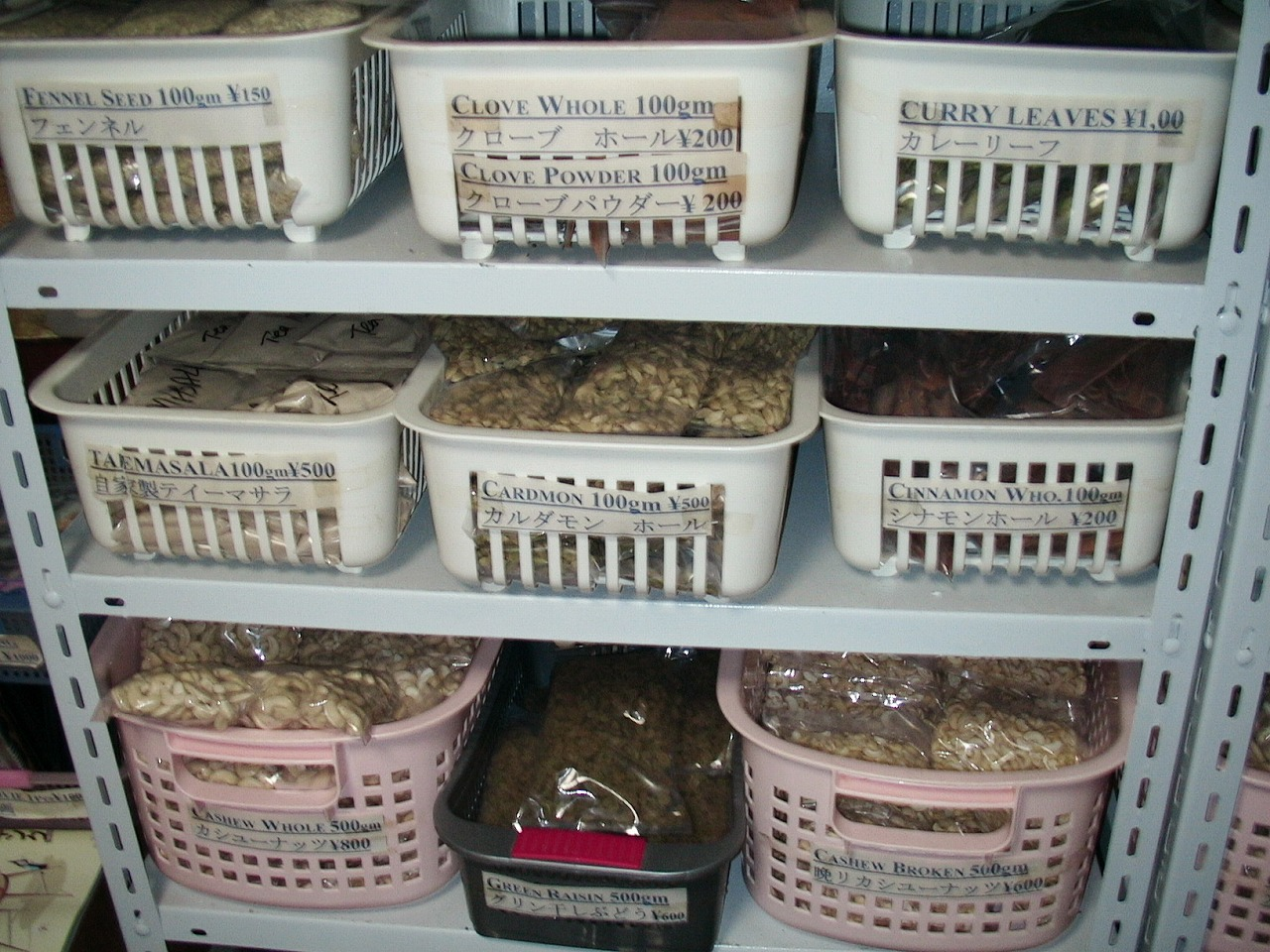
スパイス（インド食材輸入会社の倉庫）

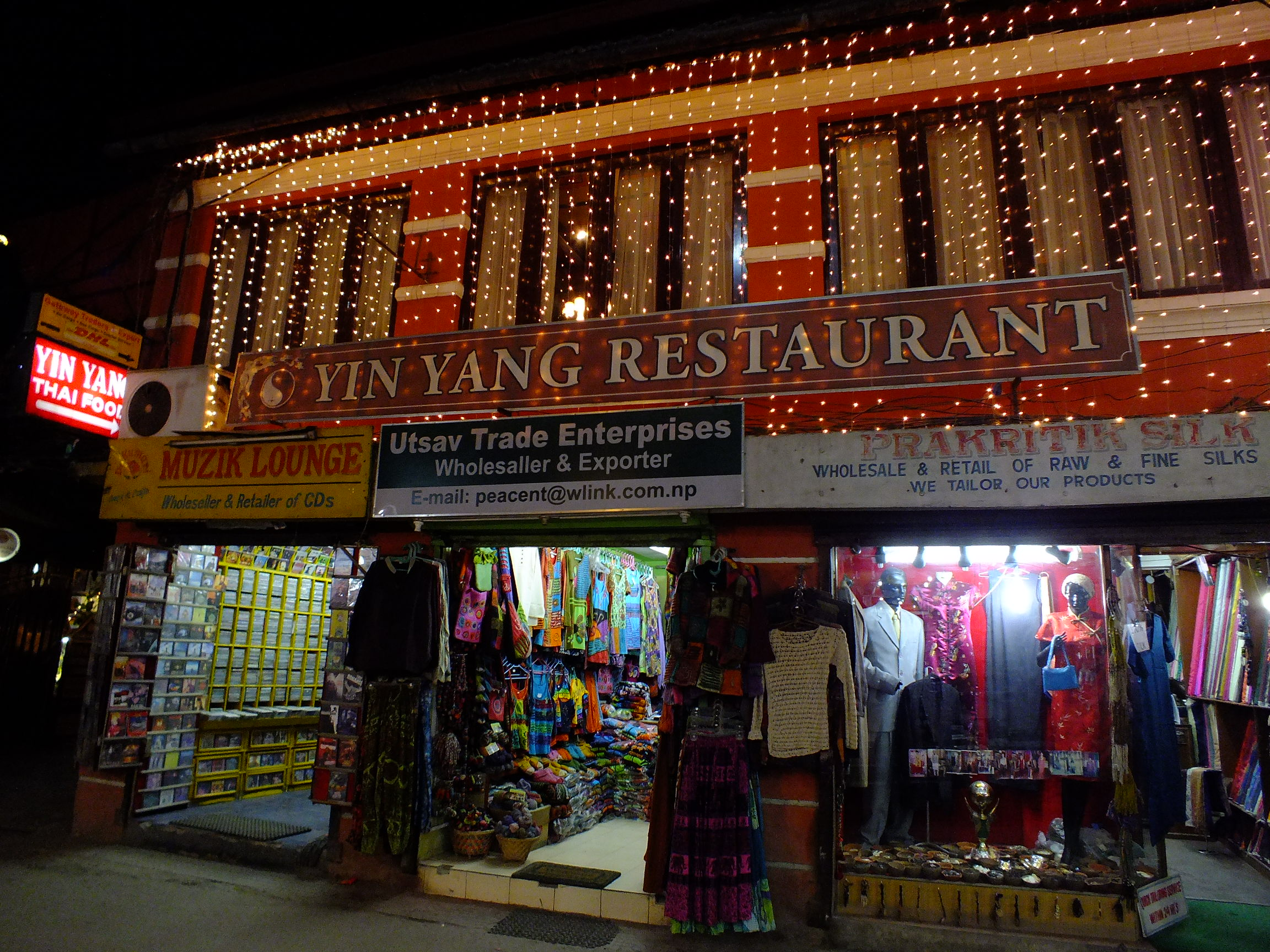
カトマンズ・タメル地区のレストラン。ほとんどのネパールのレストランではダルバートが食べられる。

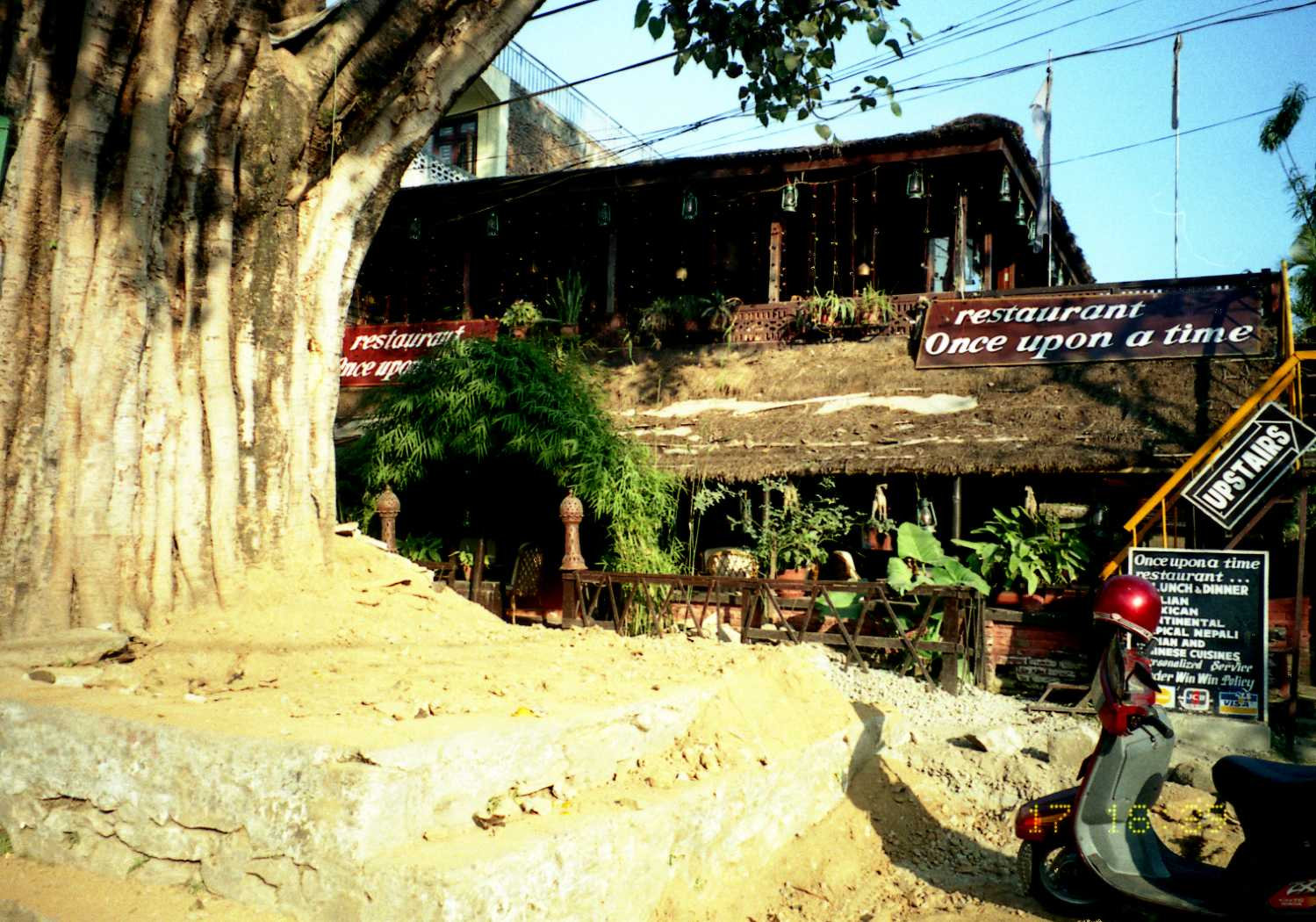
ネパールではダルバートはどこのレストランでも食べられる（ポカラのレストラン）

おかずであるタルカリ（tarkaarii）には、スパイス（マサラ）が使われ、日本でいうカレーにあたるが、肉は滅多に使われず、野菜が中心である。ジャガイモ、タケノコなどもよく使われる。以下にタルカリに使われる代表的なスパイスを上げるが、中でもよく使われるのは、ベサール（ウコン）、ラッスン（ニンニク）、モリジ（黒コショウ）、アドゥア（ショウガ）、クルサニ（トウガラシ）などである。料理に便利な様々なスパイスをあらかじめ調合したミックスマサラ（ミックススパイス）もあり、「ガラムマサラ」などがその代表的なもの。その他、「カレーパウダー」、「チキンマサラ」、「野菜マサラ」などもネパールの食料品店やスーパーでは市販されている。
- ラッスン（ニンニク）
- ジラ（クミン）
- モリジ（黒コショウ）
- ベサール（ウコン）
- アドア（ショウガ）
- ダニア（コリアンダー）
- スクメル（カルダモン）
- ティル（ゴマ）
- メティ（フェヌグリーク）
- ジャイパル（ナツメグ）
- クルサニ（トウガラシ）
- ダルチニ（シナモン）
- ケサリ（サフラン）
- トリ（マスタード）
- ルワング（クローブ）
- ガラムマサラ（ミックススパイス）

## 「ガチネパ」との関連
ダルバートは家庭料理であるがゆえに、日本国内のインド料理店で働いてきたネパール人料理人の中には、そのような料理を出しても売れず、プライドにかかわると考えていたものすらいた。ある時、新大久保のネパール料理店が留学生たちのためにダルバートを提供したところ評判を呼んだ。やがて500円でダルバートを提供する店も出てくるようになったことで、日本人客の注目も集めるようになった。
日本国内のネパール料理店では「ダルバート」という名称を用いずに「カナセット」（カナ：食事）、「タリセット」（タリ：皿）、「ネパールセット」などと表記されていることも多いが、これは語義そのままの豆スープとライスのみの料理と認識されることを避けたり、ダルバートの庶民的なイメージを払拭させたい料理店の意図があることを小林真樹は取材から読み取っている。